# Sovjak (gmina Sveti Jurij ob Ščavnici)
Sovjak – wieś w Słowenii, w gminie Sveti Jurij ob Ščavnici. 1 stycznia 2017 liczyła 301 mieszkańców.